# Mudcrutch (альбом)
Mudcrutch — дебютный студийный альбом американской рок-группы Mudcrutch, в которую входят участники Tom Petty and the Heartbreakers. Издан в 2008 году.

## Об альбоме
Группа Mudcrutch была основана в 1969 году и выпустила несколько малоуспешных синглов, после чего была вынуждена прекратить своё существование. В 1976 году трое участников Mudcrutch: Том Петти, Майк Кэмпбелл и Бенмонт Тенч вместе с Роном Блэром и Стэном Линчем собрали группу The Heartbreakers, которая существует по сей день. Тем не менее, спустя 32 года после распада Mudcrutch Петти предложил участникам оригинального состава Тому Лидону и Рэндаллу Маршу записать студийный альбом. Mudcrutch был записан в августе 2008 года в Лос-Анджелесе всего за две недели. Альбом достиг 8-го места в чарте Billboard 200, а за первую неделю было продано свыше 38 000 экземпляров.

## Список композиций
| №   | Название                     | Автор(ы)                  | Длительность |
| --- | ---------------------------- | ------------------------- | ------------ |
| 1.  | «Shady Grove»                | Народная                  | 3:58         |
| 2.  | «Scare Easy»                 | Том Петти                 | 4:35         |
| 3.  | «Orphan of the Storm»        | Том Петти                 | 4:07         |
| 4.  | «Six Days on the Road»       | Эрл Грин, Карл Монтгомери | 3:28         |
| 5.  | «Crystal River»              | Том Петти                 | 9:29         |
| 6.  | «Oh Maria»                   | Том Петти                 | 3:43         |
| 7.  | «This Is a Good Street»      | Бенмонт Тенч              | 1:54         |
| 8.  | «The Wrong Thing to Do»      | Том Петти                 | 4:10         |
| 9.  | «Queen of the Go-Go Girls»   | Том Лидон                 | 3:42         |
| 10. | «June Apple»                 | Народная                  | 2:25         |
| 11. | «Lover of the Bayou»         | Роджер МакГинн, Жак Леви  | 4:32         |
| 12. | «Topanga Cowgirl»            | Том Петти                 | 3:54         |
| 13. | «Bootleg Flyer»              | Том Петти, Майк Кэмпбелл  | 3:48         |
| 14. | «House of Stone»             | Том Петти                 | 3:00         |
| 15. | «Special Place» (бонус-трек) |                           | 4:41         |

## Участники записи
- Том Петти — вокал, бас-гитара
- Том Лидон — гитара, бэк-вокал
- Майк Кэмпбелл — гитара, мандолина
- Рэндалл Марш — ударные
- Бенмонт Тенч — клавишные, бэк-вокал